# Lista nagród i wyróżnień Judy Garland
| Judy Garland jako Dorotka Gale w Czarnoksiężniku z Oz, jednym z dwóch filmów, za które otrzymała Academy Juvenile Award w 1940 roku. |            |           |
| Nagroda | Zwycięstwa | Nominacje |
| Nagroda Akademii Filmowej | 1          | 2         |
| Academy Juvenile Award | 1          |           |
| Złoty Glob | 1          | 2         |
| Nagroda im. Cecila B. DeMille’a | 1          |           |
| Nagroda Tony | 1          |           |
| Nagroda Grammy | 2          | 2         |
| Grammy Lifetime Achievement Award | 1          |           |
| Nagrania w Grammy Hall of Fame | 6          |           |
| Nagroda Emmy | 0          | 3         |

Judy Garland otrzymała wiele nagród i wyróżnień w trakcie swojej 40-letniej kariery. Wygrała lub była nominowana do nich za swoją pracę w filmach, telewizji, za nagrania muzyczne oraz występy sceniczne. Dwukrotnie nominowano ją do Nagród Akademii Filmowej i otrzymała specjalnego Oscara dla „młodego wybitnego wykonawcy” (Academy Juvenile Award) w 1940 roku. Została laureatką Złotego Globu i była nominowana do kolejnego, otrzymała specjalną Nagrodę Tony za bijącą rekordy serię koncertów w nowojorskim Palace Theatre. Garland zdobyła dwie statuetki Grammy za jej album koncertowy – Judy at Carnegie Hall.
Również pośmiertnie Garland otrzymała wiele nagród i wyróżnień. Została laureatką Grammy Lifetime Achievement Award, a kilka jej nagrań wprowadzono do Grammy Hall of Fame. Dwukrotnie umieszczano ją na amerykańskich znaczkach pocztowych i posiada dwie gwiazdy na Hollywoodzkiej Alei Sław. Amerykański Instytut Filmowy kilkakrotnie doceniał jej talent, m.in. umieszczając Garland na 8. miejscu swojej listy najlepszych aktorek wszech czasów oraz zamieszczając 5 jej nagrań na swojej liście 100 najlepszych piosenek filmowych, w tym utwór „Over the Rainbow” na miejscu pierwszym.

## Nagrody

### Nagroda Akademii Filmowej
Nagrody Akademii Filmowej, powszechnie zwane Oscarami, są przyznawane corocznie przez Amerykańską Akademię Sztuki i Wiedzy Filmowej (AMPAS) najlepszym specjalistom przemysłu filmowego. Garland była dwukrotnie nominowana do tej nagrody w kategoriach konkursowych i otrzymała specjalną statuetkę dla „młodego wybitnego wykonawcy”.
| Rok  | Nominowane dzieło                                                                            | Kategoria                         | Wynik     |
| ---- | -------------------------------------------------------------------------------------------- | --------------------------------- | --------- |
| 1940 | Wybitne występy jako młoda aktorka w 1939 roku, tj. za: Czarnoksiężnika z Oz i Babes in Arms | Academy Juvenile Award            | Wygrana   |
| 1955 | Narodziny gwiazdy                                                                            | Najlepsza aktorka pierwszoplanowa | Nominacja |
| 1962 | Wyrok w Norymberdze                                                                          | Najlepsza aktorka drugoplanowa    | Nominacja |

### Złoty Glob
Złote Globy są wręczane corocznie przez Hollywoodzkie Stowarzyszenie Prasy Zagranicznej (HFPA), która wyróżnia wybitne osiągnięcia w branży rozrywkowej, zarówno krajowej, jak i zagranicznej, oraz skupia uwagę szerokiej publiczności na najlepszych filmach kinowych i telewizyjnych. Garland zdobyła jedną nagrodę konkursową i była nominowana do kolejnej. Za całokształt twórczości odebrała Nagrodę im. Cecila B. DeMille’a.
| Rok  | Nominowane dzieło      | Kategoria                                          | Wynik     |
| ---- | ---------------------- | -------------------------------------------------- | --------- |
| 1955 | Narodziny gwiazdy      | Najlepsza aktorka w filmie komediowym lub musicalu | Wygrana   |
| 1962 | Wyrok w Norymberdze    | Najlepsza aktorka drugoplanowa                     | Nominacja |
| 1962 | Całokształt twórczości | Nagroda im. Cecila B. DeMille’a                    | Wygrana   |

### Nagroda Grammy
Nagrody Grammy są przyznawane przez amerykańską Narodową Akademię Sztuki i Techniki Rejestracji za wybitne osiągnięcia w przemyśle muzycznym. Za życia otrzymała dwie nagrody Grammy, a pośmiertnie nagrodzono ją Grammy Lifetime Achievement Award.
| Rok  | Nominowane dzieło      | Kategoria                         | Wynik   |
| ---- | ---------------------- | --------------------------------- | ------- |
| 1962 | Judy at Carnegie Hall  | Album of the Year                 | Wygrana |
| 1962 | Judy at Carnegie Hall  | Best Female Solo Performance      | Wygrana |
| 1997 | Całokształt twórczości | Grammy Lifetime Achievement Award | Wygrana |

### Nagrania wGrammy Hall of Fame
Grammy Hall of Fame jest specjalną nagrodą Grammy utworzoną w 1973 roku dla uczczenia nagrań, które mają co najmniej 25 lat i „jakościowe lub historyczne znaczenie”. Do 2011 roku pory sześć nagrań Garland zostało laureatami tej nagrody.
| Rok  | Nominowane dzieło                                                                                                  | Nagroda             | Wynik       |
| ---- | --- | ------------------- | ----------- |
| 1981 | „Over the Rainbow”                                                                                                 | Grammy Hall of Fame | Wprowadzono |
| 1998 | „(Dear Mr. Gable) You Made Me Love You”                                                                            | Grammy Hall of Fame | Wprowadzono |
| 1998 | Judy at Carnegie Hall                                                                                              | Grammy Hall of Fame | Wprowadzono |
| 2005 | Meet Me in St. Louis                                                                                               | Grammy Hall of Fame | Wprowadzono |
| 2006 | The Wizard of Oz – Musical and Dramatic Selections Recorded Directly from the Soundtrack of MGM’s Technicolor Film | Grammy Hall of Fame | Wprowadzono |
| 2010 | „For Me and My Gal” (z Genem Kellym)                                                                               | Grammy Hall of Fame | Wprowadzono |

### Nagroda Emmy
Nagrody Emmy przyznawane są wyróżniającym się osobowościom i produkcjom przemysłu telewizyjnego. Garland była trzykrotnie nominowana do tej nagrody.
| Rok  | Nominowane dzieło                      | Kategoria                                           | Wynik     |
| ---- | -------------------------------------- | --------------------------------------------------- | --------- |
| 1956 |                                        | Najlepsza piosenkarka                               | Nominacja |
| 1962 | The Judy Garland Show (wyd. specjalne) | Wybitny występ w programie musicalowym lub rewiowym | Nominacja |
| 1964 | The Judy Garland Show                  | Wybitny występ w programie musicalowym lub rewiowym | Nominacja |

### Nagroda Tony
The Antoinette Perry Awards for Excellence in Theatre, znane bardziej jako nagrody Tony, przyznawane przez American Theatre Wing i The Broadway League, nagradzają dokonania w dziedzinie teatru amerykańskiego. Garland otrzymała tę nagrodę w 1952 roku za swój wkład w odrodzenie wodewilu poprzez jej bijące rekordy, 19-tygodniowe występy w Palace Theatre.

## Inne wyróżnienia
Od 1975 roku w miejscu urodzenia Garland, w Grand Rapids w stanie Minnesota, w czerwcu każdego roku organizowany jest Judy Garland Festival. Podczas festiwalu w 2006 roku gubernator Minnesoty Tim Pawlenty oraz wicegubernator Carol Molnau ogłosili, że dzień 22 czerwca 2006 będzie obchodzony jako „Judy Garland Day”, doceniając i wyróżniając w ten sposób Garland za jej „oddanie, godne naśladowania osiągnięcia oraz wyrażając uznanie jako wybitnego obywatela oraz patrona sztuki”. Jej dzieci: Lorna i Joey Luftowie byli wówczas wśród publiczności. Również w 1975 roku w Grand Rapids otwarto Muzeum Judy Garland. Ta instytucja, mająca promować talent i spuściznę artystki, jest w części finansowana przez fundusz powierniczy spadkobierców Judy Garland oraz ma osobiste wsparcie wszystkich jej dzieci. Dom dzieciństwa Garland otwarto dla zwiedzających w 1995 roku. Muzeum twierdzi, że posiada największą na świecie liczbę pamiątek po Garland.
Garland dwukrotnie uhonorowano na pamiątkowych znaczkach pocztowych. W 1989 roku United States Postal Service wydał serię znaczków zatytułowaną „Classic Films”, aby uczcić 50. rocznicę powstania filmów nominowanych do Oscara w 1940 roku. Znaczki te, o wartości 25 centów, przedstawiały cztery filmy: Czarnoksiężnika z Oz, Przeminęło z wiatrem, Dyliżans i Braterstwo krwi. Jej wizerunek ponownie umieszczono na znaczkach w 2006 roku, w ramach serii „Legendy Hollywoodu”. Znaczek przedstawiał Garland jako Vicki Lester z Narodzin gwiazdy i został stworzony przez ilustratora Tima O’Briena. Ceremonia uroczystego odsłonięcia znaczka miała miejsce 10 czerwca 2006 roku, w dniu 84. rocznicy urodzin Garland, w Nowym Jorku, a 12 czerwca znaczek stał się możliwy do nabycia na całym terenie Stanów Zjednoczonych. Na ceremonii w nowojorskiej Carnegie Hall obecni byli m.in.: jej córka, Lorna Luft, Rufus Wainwright oraz koleżanki z MGM: Jane Powell i Margaret O’Brien. Córka Garland, Liza Minnelli, nagrała specjalne pozdrowienie na tę uroczystość.

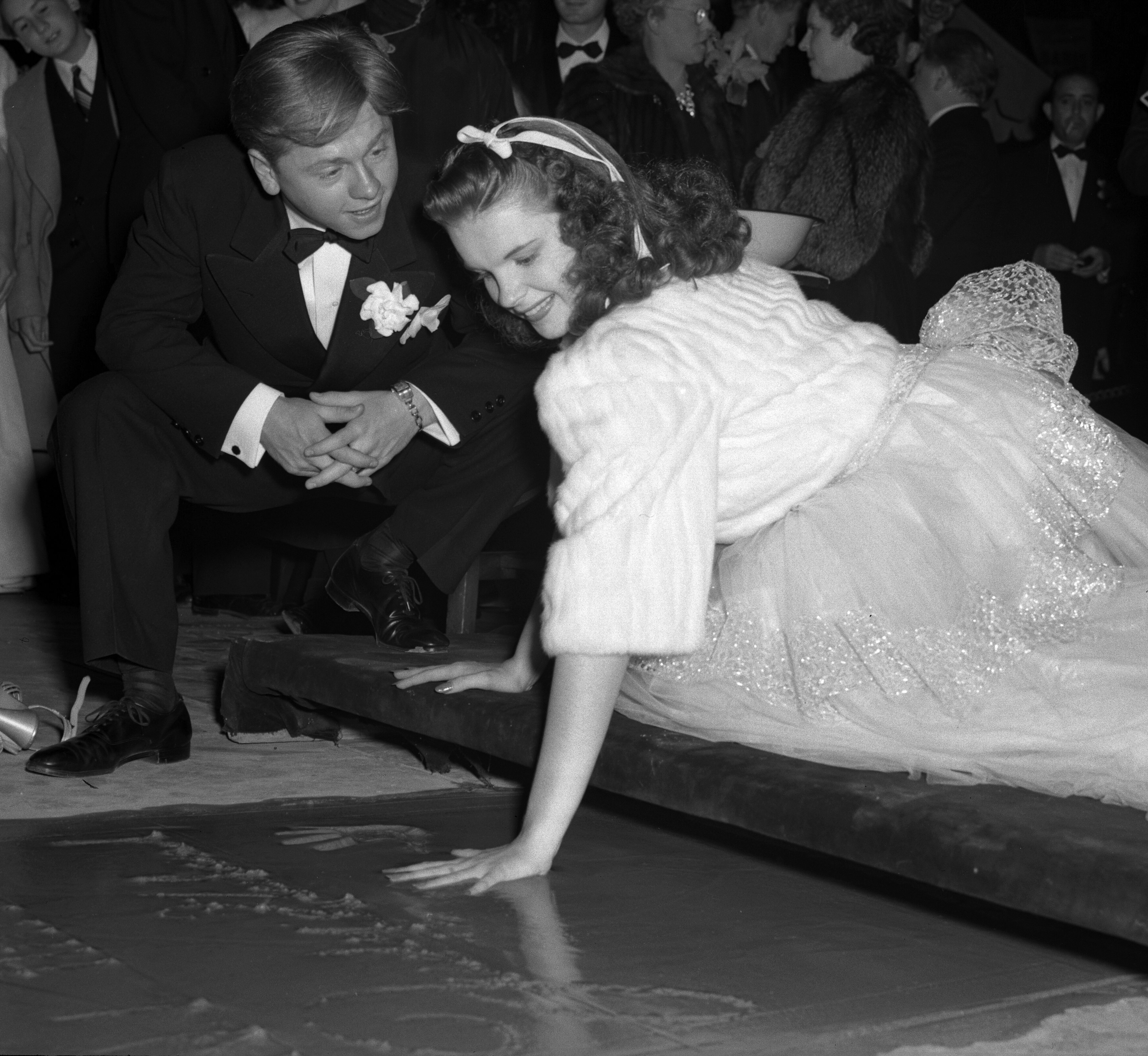
Mickey Rooney patrzy, jak Garland składa odcisk swojej dłoni w cemencie na placu przed Grauman’s Chinese Theatre, 1939

Amerykański Instytut Filmowy dwukrotnie doceniał Garland i jej talenty. W 1999 roku AFI umieścił ją na 8. miejscu listy najlepszych aktorek wszech czasów. AFI w 2004 roku umieścił jej wykonanie „Over the Rainbow” z Czarnoksiężnika z Oz na pierwszym miejscu listy 100 najlepszych piosenek w filmach amerykańskich. W zestawieniu umieszczono także 4 inne utwory Garland: „Have Yourself a Merry Little Christmas” ze Spotkamy się w St. Louis (miejsce 76.); „Get Happy” z Summer Stock (61.); „The Trolley Song”, także ze Spotkamy się w St. Louis (26.) oraz „The Man That Got Away” z Narodzin gwiazdy (11.).

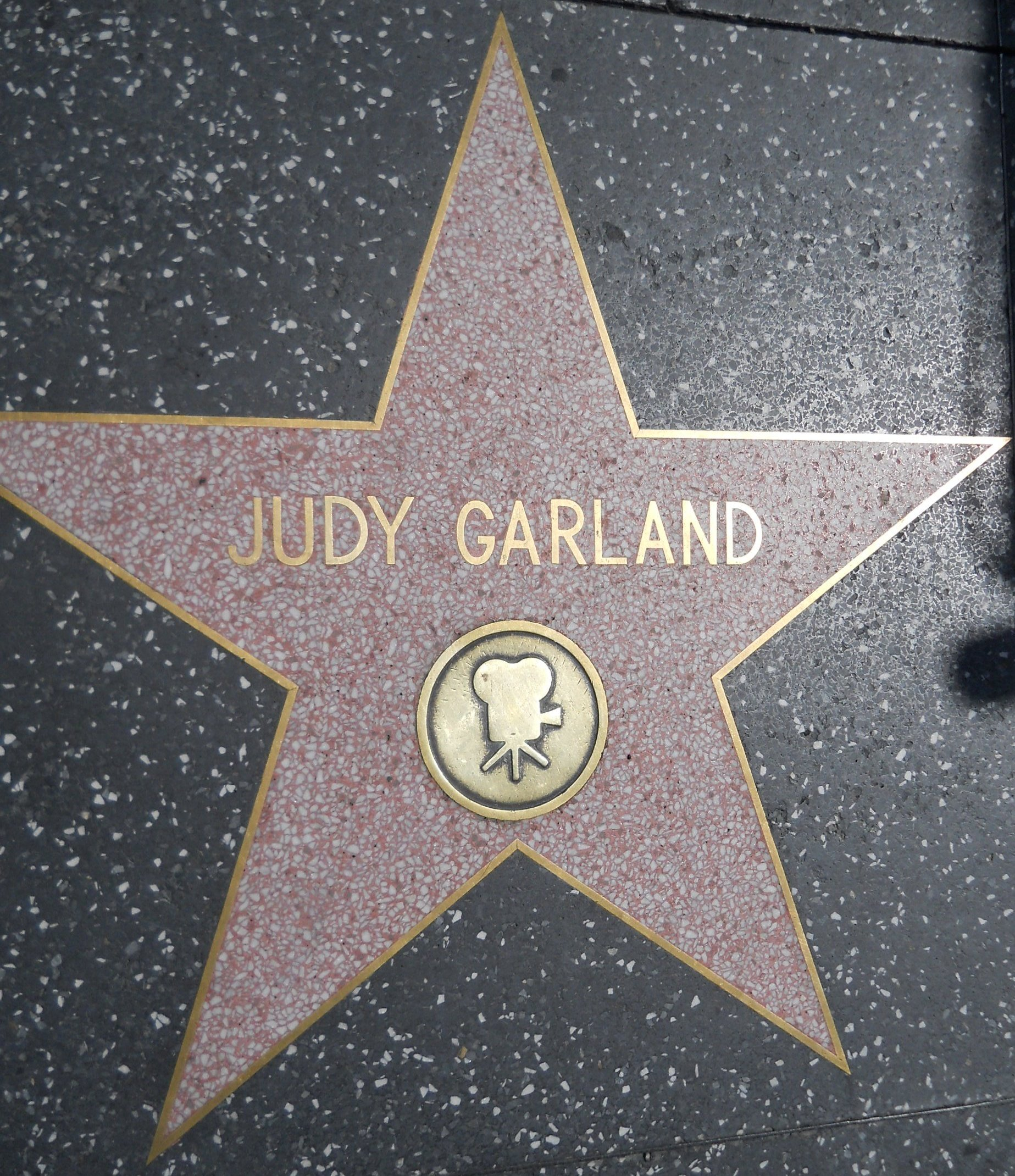
Gwiazda Garland za dokonania aktorskie przy 1715 Vine Street na Hollywoodzkiej Alei Sław. Kolejna, za nagrania, znajduje się przy 6764 Hollywood Boulevard

Interpretację „Over the Rainbow” w wykonaniu Garland umieszczono na pierwszym miejscu listy Songs of the Century, będącej częścią projektu edukacyjnego, skierowanego do młodych ludzi, którego celem jest „promocja lepszego pojmowania muzycznego i kulturowego dziedzictwa Ameryki”.
W 2003 roku album Judy at Carnegie at Hall wytypowano do włączenia do National Recording Registry, który przechowywany jest w Bibliotece Kongresu Stanów Zjednoczonych.
Bractwo Sigma Chi przy Ohio State University przyznało Garland tytuł „Ukochanej Sigma Chi” w 1938 roku. W 1977 roku nową odmianę róży nazwano jej imieniem i nazwiskiem. Róża ‘Judy Garland’ charakteryzuje się żółtymi płatkami o jasnoczerwonych końcach. W 1991 roku Garland została wprowadzona do „Minnesota Music Hall of Fame” położonego w New Ulm w stanie Minnesota.
Garland posiada dwie gwiazdy na Hollywoodzkiej Alei Sławy, jedną za filmy (położoną przy 1715 Vine Street), a drugą za nagrania muzyczne (położoną przy 6764 Hollywood Boulevard). Jej odciski dłoni i stóp w 1939 roku zostały zachowane w cemencie i zamontowane przed Grauman’s Chinese Theatre, gdzie znajdują się do dziś.
Na dwa dni przed 88. urodzinami Garland, 8 czerwca 2010 roku, hollywoodzka filia Muzeum Figur Woskowych Madame Tussaud odsłoniła jej figurę woskową. Pozostałe figury Garland znajdują się w Las Vegas, Londynie, Nowym Jorku oraz Waszyngtonie.